# Antiche unità di misura della provincia di Belluno

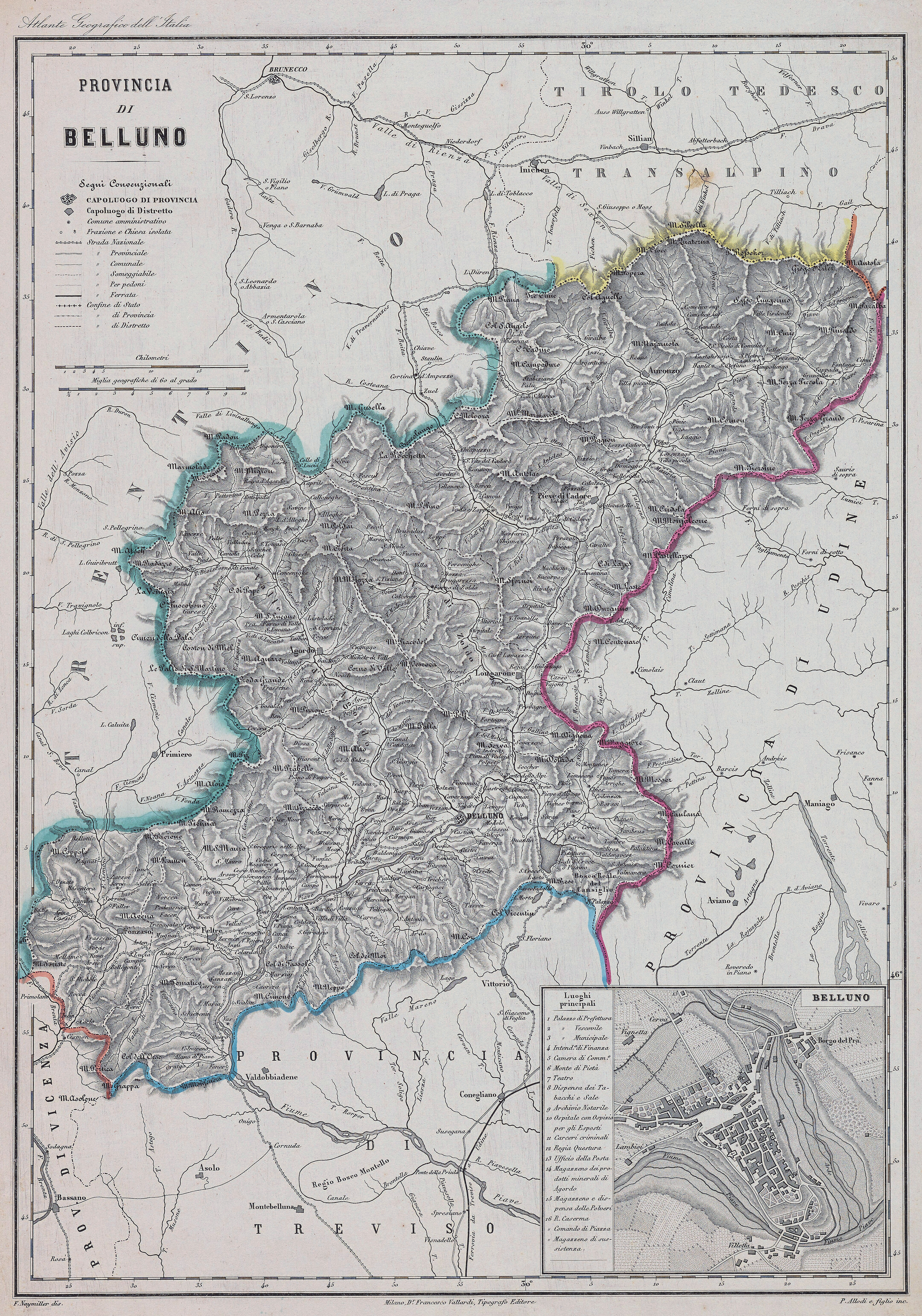
Provincia di Belluno, 1860 circa

Sono qui riportate le conversioni tra le antiche unità di misura in uso nella provincia di Belluno e il sistema metrico decimale, così come stabilite ufficialmente nel 1877.
Nonostante l'apparente precisione nelle tavole, in molti casi è necessario considerare che i campioni utilizzati (anche per le tavole di epoca napoleonica) erano di fattura approssimativa o discordanti tra loro.

## Misure di lunghezza
| Comuni                                           | Denominazione                | Valore   | Unità |
| ------------------------------------------------ | ---------------------------- | -------- | ----- |
| Distretti di Belluno, Agordo, Longarone, Auronzo | Braccio da panno             | 0,680981 | m     |
| Distretti di Belluno, Agordo, Longarone, Auronzo | Braccio da seta              | 0,642449 | m     |
| Distretti di Belluno, Agordo, Longarone, Auronzo | Piede da fabbrica e da terra | 0,347735 | m     |
| Distretti di Feltre e Fonzaso                    | Braccio da panno             | 0,676189 | m     |
| Distretti di Feltre e Fonzaso                    | Braccio da seta              | 0,636252 | m     |
| Distretti di Feltre e Fonzaso                    | Piede da fabbrica e da terra | 0,347735 | m     |
| Distretti di Feltre e Fonzaso                    | Piede da terra               | 0,367053 | m     |
| Distretto di Pieve di Cadore                     | Braccio da panno             | 0,695470 | m     |
| Distretto di Pieve di Cadore                     | Braccio da seta              | 0,655188 | m     |
| Distretto di Pieve di Cadore                     | Piede da fabbrica e da terra | 0,347735 | m     |
| Comune di Mel                                    | Braccio da panno             | 0,695470 | m     |
| Comune di Mel                                    | Braccio da seta              | 0,653122 | m     |
| Comune di Mel                                    | Piede da terra               | 0,352555 | m     |
| Comune di Mel                                    | Piede da fabbrica            | 0,347735 | m     |

Le braccia mercantili si dividono in 4 quarte.
Il piede da fabbrica e da terra si divide in 12 once. Cinque piedi fanno il passo. Mille passi di 5 piedi di Belluno fanno il miglio veneto.

## Misure di superficie
| Comuni                                                            | Denominazione | Valore    | Unità |
| ----------------------------------------------------------------- | ------------- | --------- | ----- |
| Distretti di Belluno, Agordo, Longarone, Auronzo, Pieve di Cadore | Campo         | 3778,7351 | m²    |
| Distretti di Feltre e di Fonzaso                                  | Campo         | 4210,2573 | m²    |
| Comune di Mel                                                     | Campo         | 5437,9074 | m²    |

Il campo di Belluno è di 1250 passi quadrati e si divide in 8 calvie, la calvia in 4 quartaroli.
Il campo di Feltre è di 1250 passi quadrati e si divide in 5 staia, lo staio in 250 Passi quadrati.
Il campo di Mel di 1750 passi quadrati si divide in 7 staia.

## Misure di volume
| Comuni                         | Denominazione | Valore | Unità |
| ------------------------------ | ------------- | ------ | ----- |
| Tutti i comuni della provincia | Piede cubo    | 42,048 | L     |

Il piede cubo da fabbrica è di 1728 once cube.
125 piedi cubi fanno un passo cubo.

## Misure di capacità per gli aridi
| Comuni                                                            | Denominazione | Valore   | Unità |
| ----------------------------------------------------------------- | ------------- | -------- | ----- |
| Distretti di Belluno, Agordo, Longarone, Auronzo, Pieve di Cadore | Sacco         | 95,7758  | L     |
| Distretti di Auronzo e Pieve di Cadore                            | Calvia        | 36,0000  | L     |
| Distretti di Feltre e Fonzaso                                     | Sacco         | 81,3648  | L     |
| Mel                                                               | Moggio        | 333,2688 | L     |
| Mel                                                               | Staio         | 83,3172  | L     |

Il sacco di Belluno si divide in 8 calvie, la calvia in 4 quartaroli.
La calvia di Auronzo e Pieve di Cadore, misura speciale di essi distretti, si divide in 4 quartaroli, il quartarolo in 2 mezzette.
Il sacco di Feltre si divide in 4 staia o staroli, lo staio in 4 quartaroli.
Il moggio di Mel si divide in 8 mezzeni, il mezzeno in 8 quartaroli. Lo staio di Mel si divide in 4 quarte, la quarta in 4 quartaroli.

## Misure di capacità per i liquidi
| Comuni                                                            | Denominazione | Valore  | Unità |
| ----------------------------------------------------------------- | ------------- | ------- | ----- |
| Distretti di Belluno, Agordo, Longarone, Auronzo, Pieve di Cadore | Mastello      | 74,7330 | L     |
| Distretti di Feltre e Fonzaso                                     | Mastello      | 88,7526 | L     |
| Comune di Mel                                                     | Conzo         | 91,2154 | L     |

Il mastello di Belluno si divide in 40 boccali.
Il mastello di Feltre si divide in 60 boccali.
Il conzo di Mel si divide in 46 boccali.

## Pesi
| Comuni                                  | Denominazione  | Valore  | Unità |
| --------------------------------------- | -------------- | ------- | ----- |
| Tutti i comuni meno i seguenti          | Libbra grossa  | 516,749 | g     |
| Tutti i comuni meno i seguenti          | Libbra sottile | 301,230 | g     |
| Comune di Lentiai e distretto di Feltre | Libbra grossa  | 516,749 | g     |
| Comune di Lentiai e distretto di Feltre | Libbra sottile | 338,883 | g     |
| Comuni di Mel e Cesana                  | Libbra grossa  | 501,073 | g     |
| Comuni di Mel e Cesana                  | Libbra sottile | 338,883 | g     |
| Comune di Sappada                       | Libbra grossa  | 476,999 | g     |
| Comune di Sappada                       | Libbra sottile | 301,230 | g     |

La libbra grossa o sottile si divide in 12 once.
Cento libbre fanno un centinaio.
Gli orefici usano il marco uguale a grammi 238,499 diviso in 8 once, l'oncia in 144 carati, il carato in 4 grani.
Per gli usi farmaceutici si adopera la libbra medica viennese eguale a grammi 420,008, ed anche la libbra sottile di Venezia.

## Territorio
Nel 1874 nella provincia di Belluno erano presenti 66 comuni divisi in 7 distretti.
- Agordo • Agordo, Alleghe, Cencenighe Agordino, Falcade, Forno di Canale, Gosaldo, La Valle Agordina, Rivamonte Agordino, Rocca Pietore, San Tomaso Agordino, Taibon Agordino, Vallada Agordina, Voltago Agordino
- Auronzo • Auronzo di Cadore, Comelico Superiore, Danta di Cadore, Lorenzago di Cadore, Lozzo di Cadore, San Nicolò di Comelico, San Pietro di Cadore, Santo Stefano di Cadore, Sappada, Vigo di Cadore
- Belluno • Belluno, Chies d'Alpago, Farra d'Alpago, Limana, Mel, Pieve d'Alpago, Ponte nelle Alpi, Puos d'Alpago, Sedico, Sospirolo, Tambre, Trichiana
- Feltre • Alano di Piave, Cesiomaggiore, Feltre, Lentiai, Pedavena, Quero, San Gregorio nelle Alpi, Santa Giustina, Seren del Grappa, Vas
- Fonzaso • Arsiè, Fonzaso, Lamon, Servo
- Longarone • Castello Lavazzo, Forno di Zoldo, Longarone, San Tiziano di Goima, Soverzene
- Pieve di Cadore • Borca di Cadore, Calalzo di Cadore, Cibiana di Cadore, Domegge di Cadore, Ospitale di Cadore, Perarolo di Cadore, Pieve di Cadore, San Vito di Cadore, Selva di Cadore, Valle di Cadore, Vodo di Cadore, Zoppè di Cadore